# János Pálffy (homme politique)
Dans le nom hongrois Pálffy János, le nom de famille précède le prénom, mais cet article utilise l’ordre habituel en français János Pálffy, où le prénom précède le nom.
János Pálffy de Tarcsafalva, né le 10 janvier 1804 à Tarcsafalva, en Transylvanie, et mort le 13 avril 1857 au même lieu, est un écrivain et un homme politique hongrois qui fut notamment vice-président de la Chambre des représentants, secrétaire d'État au Trésor et membre du Comité de la Défense Nationale.

## Biographie
János Pálffy étudie à Székelykeresztúr puis à Kolozsvár. Il s'engage en 1825 dans le régiment de Hussards Impériaux et Royaux du Palatin Joseph. Cadet en 1828, il est lieutenant en 1830. Il vit à Küsmöd, dans le comitat de Udvarhely, entre 1835 et 1848. Représentant du comitat de Küküllő entre 1841 et 1844, il défend les réformes en Transyvanie. Il est nommé député d'Udvarhelyszék le 2 mai 1848 et propose, avec d'autres, l'unification de la Transylvanie avec la Hongrie. Il devient vice-président de la Chambre des représentants et secrétaire d'État au Trésor du gouvernement Batthyány. Il est ensuite membre du Comité de la Défense Nationale lors de la Révolution hongroise de 1848. Incarcéré un temps, Haynau le fait libérer en 1850. Il habite Pest puis est assigné à résidence à Sátoraljaújhely. Il est alors collaborateur des journaux Erdélyi Híradó, Esti Lap (Debrecen) et Magyar Sajtó. Gravement malade, probablement d'un cancer pulmonaire, il est autorisé à retourner dans son village natal en 1856 où il meurt l'année suivante. Célibataire sans enfant, il lègue tous ses biens au Musée de Transylvanie.

## Sources
- József Szinnyei: La vie et les œuvres des écrivains hongrois
- Magyar életrajzi lexikon